# Varese Football Club 1969-1970
Questa voce raccoglie le informazioni riguardanti il Varese Football Club nelle competizioni ufficiali della stagione 1969-1970.

## Stagione
Neoretrocesso in Serie B, nella stagione 1969-1970 il Varese vinse il campionato alla quota di 49 punti, ottenendo l'immediato ritorno in Serie A. Allenata da Nils Liedholm, la formazione lombarda mostrò una netta superiorità su tutti gli avversari, anche se nella parte finale del torneo il suo rendimento andò parzialmente a scemare, in coincidenza coi sopraggiunti impegni infrasettimanali in Coppa Italia.

Roberto Bettega (a destra), 13 gol nel suo unico campionato a Varese, qui al tiro nei vittoriosi quarti di Coppa Italia contro la Fiorentina.

A riprova di una superiorità su tutti i fronti, la squadra biancorossa primeggiò anche nella classifica marcatori della serie cadetta, facendo suo il titolo di capocannoniere grazie a due suoi atleti, il giovane Roberto Bettega, quest'ultimo un promettente elemento arrivato in prestito dal vivaio juventino, e Ariedo Braida, i quali appaiarono a quota 13 reti il catanese Aquilino Bonfanti.
Oltre al primo posto ottenuto in campionato, ci fu l'ottimo percorso, come detto, in Coppa Italia. Superato al primo turno un girone composto da Milan, Verona e Como, nei quarti di finale i bosini ebbero la meglio della Fiorentina allo spareggio, approdando così nel decisivo girone finale per l'assegnazione del trofeo dove, pur ottenendo solo due pareggi su sei gare, chiusero la manifestazione al quarto posto, tuttora il migliore piazzamento varesino nella manifestazione.

## Organigramma societario
Area direttiva
- Presidente: Guido Borghi

Area tecnica
- Allenatore: Nils Liedholm

Area sanitaria
- Medico sociale: Dott. Mario Ceriani
- Massaggiatore: Andrea Piu

## Rosa
| N. |                   | Ruolo | Calciatore            |
| -- | ----------------- | ----- | --------------------- |
|    | Italia (bandiera) | P     | Pietro Carmignani     |
|    | Italia (bandiera) | P     | Mario Barluzzi        |
|    | Italia (bandiera) | D     | Ambrogio Borghi       |
|    | Italia (bandiera) | D     | Giorgio Morini        |
|    | Italia (bandiera) | D     | Mario Perego          |
|    | Italia (bandiera) | D     | Angelo Rimbano        |
|    | Italia (bandiera) | D     | Gabriele Andena       |
|    | Italia (bandiera) | D     | Dario Dolci           |
|    | Italia (bandiera) | D     | Giorgio Dellagiovanna |
|    | Italia (bandiera) | C     | Riccardo Sogliano     |
|    | Italia (bandiera) | C     | Patrizio Bonafè       |

| N. |                   | Ruolo | Calciatore         |
| -- | ----------------- | ----- | ------------------ |
|    | Italia (bandiera) | C     | Giuseppe Tamborini |
|    | Italia (bandiera) | C     | Italo Bonatti      |
|    | Italia (bandiera) | C     | Giovanni Cattai    |
|    | Italia (bandiera) | C     | Francesco Brignani |
|    | Italia (bandiera) | A     | Sidio Corradi      |
|    | Italia (bandiera) | A     | Roberto Bettega    |
|    | Italia (bandiera) | A     | Fabio Bonci        |
|    | Italia (bandiera) | A     | Duino Gorin        |
|    | Italia (bandiera) | A     | Paolo Nuti         |
|    | Italia (bandiera) | A     | Ariedo Braida      |

## Risultati

### Serie B

#### Girone di andata
| Arbitro: | Campanini (Finale Emilia) |

|                        |           |  |
| Corradi 84’ Braida 87’ | Marcatori |  |

| Arbitro: | Calì (Roma) |

|               |           |  |
| Benvenuto 83’ | Marcatori |  |

| Taranto 28 settembre 1969 3ª giornata | Taranto         | 0 – 0 | Varese | Stadio Salinella\| Arbitro: \| Serafino (Roma) \| |
| Arbitro:                              | Serafino (Roma) |       |        |                                                   |

| Arbitro: | Bianchi (Firenze) |

|               |           |  |
| M. Perego 17’ | Marcatori |  |

| Arbitro: | Di Tonno (Lecce) |

|  |           |          |
|  | Marcatori | 28’ Nuti |

| Arbitro: | Panzino (Catanzaro) |

|  |           |             |
|  | Marcatori | 86’ Bettega |

| Arbitro: | Lattanzi (Roma) |

|                                    |           |                  |
| Tamborini 20’ (rig.) M. Perego 25’ | Marcatori | 71’ (rig.) Baisi |

| Arbitro: | Acernese (Roma) |

|           |           |            |
| Zanon 66’ | Marcatori | 39’ Morini |

| Arbitro: | D'Agostini (Roma) |

|                               |           |  |
| Tamborini 8’ Bettega 72’, 74’ | Marcatori |  |

| Arbitro: | Sbardella (Roma) |

|              |           |                        |
| E. Perego 4’ | Marcatori | 35’ Bettega 42’ Morini |

| Arbitro: | Menegali (Roma) |

|                    |           |               |
| Vannini 13’ (aut.) | Marcatori | 36’ Salvemini |

| Bergamo 7 dicembre 1969 12ª giornata | Atalanta       | 0 – 0 | Varese | Stadio Comunale\| Arbitro: \| Monti (Ancona) \| |
| Arbitro:                             | Monti (Ancona) |       |        |                                                 |

| Varese 14 dicembre 1969 13ª giornata | Varese             | 0 – 0 | Ternana | Stadio Franco Ossola\| Arbitro: \| Michelotti (Parma) \| |
| Arbitro:                             | Michelotti (Parma) |       |         |                                                          |

| Arbitro: | Bernardis (Latina) |

|              |           |  |
| Vallongo 68’ | Marcatori |  |

| Catania 28 dicembre 1969 15ª giornata | Catania         | 0 – 0 | Varese | Stadio Angelo Massimino\| Arbitro: \| Acernese (Roma) \| |
| Arbitro:                              | Acernese (Roma) |       |        |                                                          |

| Arbitro: | Lo Bello (Siracusa) |

|             |           |  |
| Bettega 82’ | Marcatori |  |

| Varese 11 gennaio 1970 17ª giornata | Varese                     | 0 – 0 | Catanzaro | Stadio Franco Ossola\| Arbitro: \| Trinchieri (Reggio Emilia) \| |
| Arbitro:                            | Trinchieri (Reggio Emilia) |       |           |                                                                  |

| Arbitro: | Mascali (Desenzano del Garda) |

|              |           |  |
| Bertogna 77’ | Marcatori |  |

| Arbitro: | D'Agostini (Roma) |

|                       |           |  |
| Braida 5’, 78’ (rig.) | Marcatori |  |

#### Girone di ritorno
| Livorno 1º febbraio 1970 20ª giornata | Livorno | 0 – 0 | Varese | Stadio Comunale\| Arbitro: \| Panzino \| |
| Arbitro:                              | Panzino |       |        |                                          |

| Arbitro: | Barbaresco (Cormons) |

|                        |           |              |
| Braida 17’ Bettega 59’ | Marcatori | 22’ Colausig |

| Varese 15 febbraio 1970 22ª giornata | Taranto            | 0 – 0 | Varese | Stadio Franco Ossola\| Arbitro: \| Cantelli (Firenze) \| |
| Arbitro:                             | Cantelli (Firenze) |       |        |                                                          |

| Arbitro: | Trono (Torino) |

|          |           |            |
| Enzo 60’ | Marcatori | 89’ Braida |

| Arbitro: | Busalacchi (Palermo) |

|             |           |  |
| Bettega 13’ | Marcatori |  |

| Varese 8 marzo 1970 25ª giornata | Varese             | 0 – 0 | Perugia | Stadio Franco Ossola\| Arbitro: \| Cantelli (Firenze) \| |
| Arbitro:                         | Cantelli (Firenze) |       |         |                                                          |

| Pisa 15 marzo 1970 26ª giornata | Pisa           | 0 – 0 | Varese | Stadio Arena Garibaldi\| Arbitro: \| Pieroni (Roma) \| |
| Arbitro:                        | Pieroni (Roma) |       |        |                                                        |

| Arbitro: | Di Tonno (Lecce) |

|                          |           |           |
| Nuti 20’, 70’ Braida 30’ | Marcatori | 82’ Zanon |

| Arbitro: | Monti (Ancona) |

|            |           |            |
| Bacher 71’ | Marcatori | 53’ Braida |

| Arbitro: | Trono (Torino) |

|                                    |           |  |
| Bettega 71’ Braida 81’ Bonatti 85’ | Marcatori |  |

| Arbitro: | Lattanzi (Roma) |

|                                    |           |  |
| Pittofrati 66’ Solbiati 85’ (rig.) | Marcatori |  |

| Arbitro: | Carminati (Milano) |

|                       |           |                           |
| Bettega 6’ Braida 32’ | Marcatori | 10’ Novellini 84’ Incerti |

| Arbitro: | Gialluisi (Barletta) |

|           |           |             |
| Rolla 37’ | Marcatori | 39’ Bettega |

| Arbitro: | Sbardella (Roma) |

|             |           |  |
| Bonatti 71’ | Marcatori |  |

| Arbitro: | Angonese (Mestre) |

|          |           |                          |
| Nuti 39’ | Marcatori | 70’ (aut.) Dellagiovanna |

| Arbitro: | De Marchi (Pordenone) |

|                        |           |  |
| Saltutti 60’ Bigon 76’ | Marcatori |  |

| Arbitro: | Pieroni (Roma) |

|             |           |            |
| Musiello 8’ | Marcatori | 67’ Braida |

| Arbitro: | Picasso (Chiavari) |

|                       |           |           |
| Bettega 8’ Braida 40’ | Marcatori | 2’ Caremi |

| Arbitro: | Monti (Ancona) |

|  |           |                                                             |
|  | Marcatori | 11’, 82’ (rig.) Bettega 13’ (aut.) Tentorio 31’, 49’ Braida |

### Coppa Italia

#### Primo turno
| Arbitro: | Michelotti (Parma) |

|           |           |          |
| Prati 66’ | Marcatori | 82’ Nuti |

| Arbitro: | Lazzaroni (Milano) |

|                           |           |  |
| M. Perego 27’ Bonatti 52’ | Marcatori |  |

| Arbitro: | Trono (Torino) |

|                                    |           |                   |
| Batistoni 15’ (aut.) Tamborini 83’ | Marcatori | 87’ (aut.) Morini |

#### Quarti di finale
| Firenze 31 dicembre 1969 Quarti di finale - Andata | Fiorentina      | 0 – 0 | Varese | Stadio Comunale\| Arbitro: \| Serafino (Roma) \| |
| Arbitro:                                           | Serafino (Roma) |       |        |                                                  |

| Varese 25 febbraio 1970 Quarti di finale - Ritorno | Varese            | 0 – 0 | Fiorentina | Stadio Franco Ossola\| Arbitro: \| Toselli (Cormons) \| |
| Arbitro:                                           | Toselli (Cormons) |       |            |                                                         |

| Arbitro: | Pieroni (Roma) |

|           |           |  |
| Gorin 24’ | Marcatori |  |

#### Girone finale
| Arbitro: | Angonese (Mestre) |

|  |           |             |
|  | Marcatori | 63’ Gregori |

| Torino 13 maggio 1970 2ª giornata | Torino                       | 1 – 0 | Varese | Stadio Comunale\| Arbitro: \| De Robbio (Torre Annunziata) \| |
| Arbitro:                          | De Robbio (Torre Annunziata) |       |        |                                                               |

| Arbitro: | Monti (Ancona) |

|            |           |              |
| Andena 37’ | Marcatori | 43’ Brugnera |

| Arbitro: | Paolo Toselli (Cormons) |

|                                                      |           |          |
| G. Savoldi 4’ Gregori 41’ Bulgarelli 75’ (rig.), 85’ | Marcatori | 76’ Nuti |

| Arbitro: | Francescon (Padova) |

|  |           |                                            |
|  | Marcatori | 45’ Ferrini 82’ (rig.) Moschino 86’ Pavone |

| Varese 10 giugno 1970 6ª giornata | Cagliari                      | 0 – 0 | Varese | Stadio Franco Ossola\| Arbitro: \| Mascali (Desenzano del Garda) \| |
| Arbitro:                          | Mascali (Desenzano del Garda) |       |        |                                                                     |

## Statistiche

### Statistiche di squadra
| Competizione | Punti | In casa | In casa | In casa | In casa | In casa | In casa | In trasferta | In trasferta | In trasferta | In trasferta | In trasferta | In trasferta | Totale | Totale | Totale | Totale | Totale | Totale | DR  |
| Competizione | Punti | G       | V       | N       | P       | Gf      | Gs      | G            | V            | N            | P            | Gf           | Gs           | G      | V      | N      | P      | Gf     | Gs     | DR  |
| ------------ | ----- | ------- | ------- | ------- | ------- | ------- | ------- | ------------ | ------------ | ------------ | ------------ | ------------ | ------------ | ------ | ------ | ------ | ------ | ------ | ------ | --- |
| Serie B      | 49    | 19      | 12      | 7       | 0       | 29      | 8       | 19           | 6            | 10           | 3            | 14           | 13           | 38     | 18     | 17     | 3      | 42     | 21     | +21 |
| Coppa Italia |       | 7       | 3       | 2       | 2       | 7       | 6       | 5            | 0            | 3            | 2            | 2            | 6            | 12     | 3      | 5      | 4      | 9      | 12     | -3  |
| Totale       |       | 26      | 15      | 9       | 2       | 36      | 14      | 24           | 7            | 13           | 5            | 16           | 19           | 50     | 21     | 22     | 7      | 51     | 33     | +18 |

### Statistiche dei giocatori
| Giocatore        | Serie B  | Serie B | Serie B     | Serie B    | Coppa Italia | Coppa Italia | Coppa Italia | Coppa Italia | Totale   | Totale | Totale      | Totale     |
| Giocatore        | Presenze | Reti    | Ammonizioni | Espulsioni | Presenze     | Reti         | Ammonizioni  | Espulsioni   | Presenze | Reti   | Ammonizioni | Espulsioni |
| ---------------- | -------- | ------- | ----------- | ---------- | ------------ | ------------ | ------------ | ------------ | -------- | ------ | ----------- | ---------- |
| G. Andena        | 6        | 0       | ?           | ?          | ?            | ?            | ?            | ?            | 6+       | 0+     | ?           | ?          |
| M. Barluzzi      | 0        | 0       | 0           | 0          | ?            | ?            | ?            | ?            | 0+       | 0+     | 0+          | 0+         |
| R. Bettega       | 30       | 13      | ?           | ?          | ?            | ?            | ?            | ?            | 30+      | 13+    | ?           | ?          |
| P. Bonafè        | 12       | 0       | ?           | ?          | ?            | ?            | ?            | ?            | 12+      | 0+     | ?           | ?          |
| I. Bonatti       | 32       | 2       | ?           | ?          | ?            | ?            | ?            | ?            | 32+      | 2+     | ?           | ?          |
| A. Borghi        | 15       | 0       | ?           | ?          | ?            | ?            | ?            | ?            | 15+      | 0+     | ?           | ?          |
| A. Braida        | 23       | 13      | ?           | ?          | ?            | ?            | ?            | ?            | 23+      | 13+    | ?           | ?          |
| F. Brignani      | 21       | 0       | ?           | ?          | ?            | ?            | ?            | ?            | 21+      | 0+     | ?           | ?          |
| P. Carmignani    | 38       | -21     | ?           | ?          | ?            | ?            | ?            | ?            | 38+      | -21+   | ?           | ?          |
| G. Cattai        | 1        | 0       | ?           | ?          | ?            | ?            | ?            | ?            | 1+       | 0+     | ?           | ?          |
| S. Corradi       | 21       | 1       | ?           | ?          | ?            | ?            | ?            | ?            | 21+      | 1+     | ?           | ?          |
| G. Dellagiovanna | 37       | 0       | ?           | ?          | ?            | ?            | ?            | ?            | 37+      | 0+     | ?           | ?          |
| D. Dolci         | 34       | 0       | ?           | ?          | ?            | ?            | ?            | ?            | 34+      | 0+     | ?           | ?          |
| D. Gorin         | 1        | 0       | ?           | ?          | ?            | ?            | ?            | ?            | 1+       | 0+     | ?           | ?          |
| G. Morini        | 29       | 2       | ?           | ?          | ?            | ?            | ?            | ?            | 29+      | 2+     | ?           | ?          |
| P. Nuti          | 30       | 4       | ?           | ?          | ?            | ?            | ?            | ?            | 30+      | 4+     | ?           | ?          |
| M. Perego        | 28       | 2       | ?           | ?          | ?            | ?            | ?            | ?            | 28+      | 2+     | ?           | ?          |
| A. Rimbano       | 31       | 0       | ?           | ?          | ?            | ?            | ?            | ?            | 31+      | 0+     | ?           | ?          |
| R. Sogliano      | 34       | 0       | ?           | ?          | ?            | ?            | ?            | ?            | 34+      | 0+     | ?           | ?          |
| G. Tamborini     | 13       | 2       | ?           | ?          | ?            | ?            | ?            | ?            | 13+      | 2+     | ?           | ?          |